# Helene Weigel
Helene Weigel (Vienna, 12 maggio 1900 – Berlino, 6 maggio 1971) è stata un'attrice austriaca naturalizzata tedesca, direttrice del Berliner Ensemble.

## Biografia

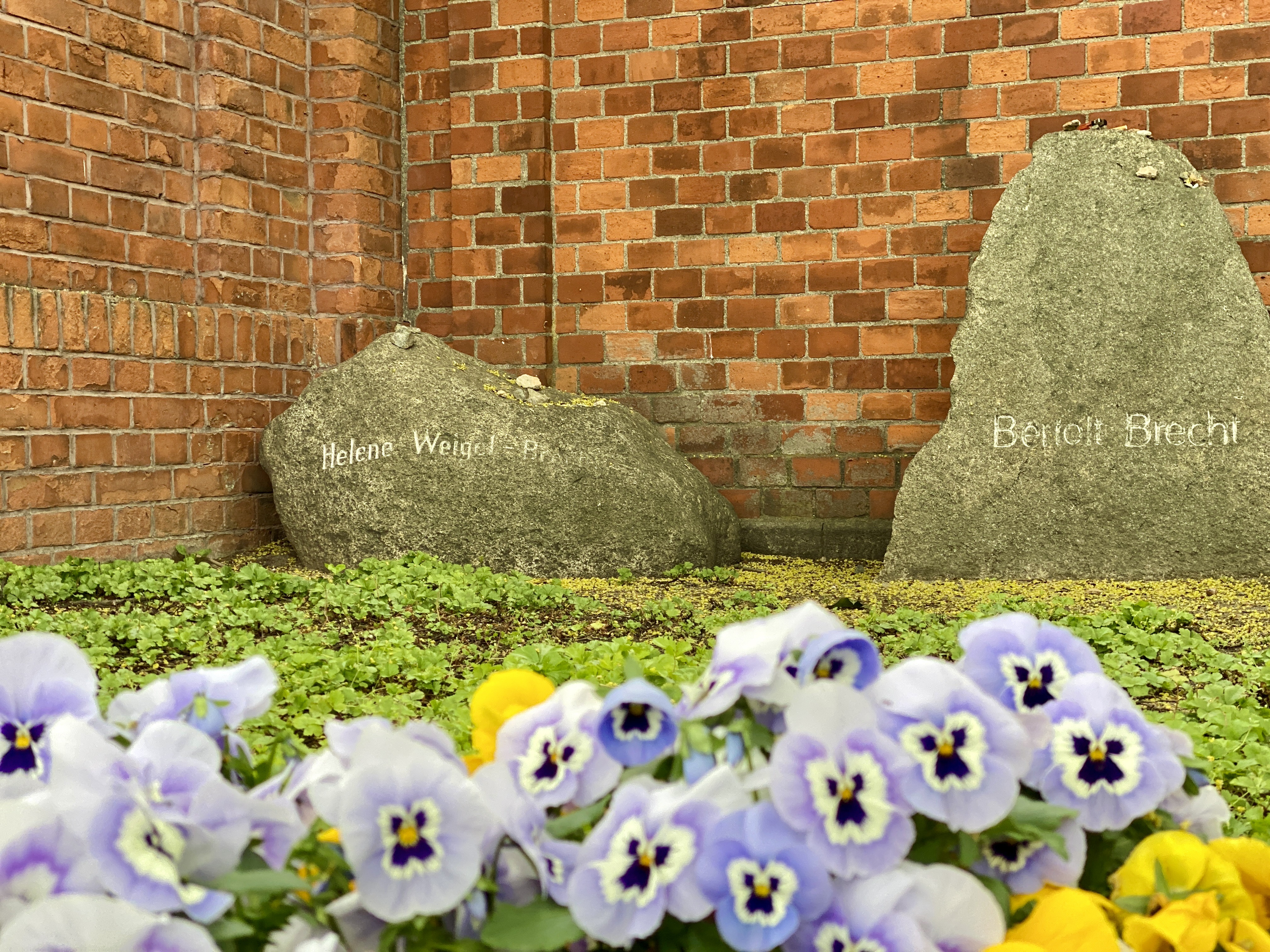
Tomba di Hélène Wiegel e del proprio compagno Bertold Brecht
nel Cimitero di Dorotheenstadt in Berlino

Apparteneva alla media borghesia ebraica: suo padre, Siegfried Weigel (1869-1941), era capo contabile in una fabbrica tessile, e sua madre, Leopoldine Pollak Weigel (1867-1927), era la proprietaria di un negozio di giocattoli. Hélène Weigel frequentò la scuola di Eugenie Schwarzwald, dove l'artista espressionista Oskar Kokoschka insegnava disegno. Cominciò a prendere lezioni di recitazione nel 1917, contro la volontà dei suoi genitori, e ottenne ruoli con il Teatro Nuovo di Francoforte sul Meno (1919-1921) e con il Playhouse di Francoforte (1921-1922).
Nel giugno 1922 si trasferì a Berlino, dove per il decennio successivo recitò in numerose opere e conobbe Bertolt Brecht, che sposò il 10 aprile 1929 e da cui aveva già avuto, nel 1924, un figlio, Stefan. Nel 1930, insieme al marito, entrò a far parte del Partito Comunista e, nello stesso anno, ebbe la figlia Barbara. Nel 1933, il giorno dopo l'incendio del Reichstag, Hélène fuggì a Praga con la famiglia, per poi raggiungere la Danimarca. Nel 1937 viaggiò con un gruppo di esuli tedeschi a Parigi e ricoprì il ruolo di Rifles nell'opera di Brecht Señora del Carrar.
L'anno successivo lo stesso gruppo portò sulle scene Terrore e miseria del Terzo Reich di Brecht, dove interpretava il personaggio della moglie ebrea. A lei e ai suoi fu revocata la cittadinanza tedesca nel 1937. La famiglia si trasferì in Svezia nel 1939, poi l'anno seguente in Finlandia, infine, dal 1941 fino al 1947, in California. Hélène Weigel sperimentò in questo periodo una pausa forzata dal teatro; continuò tuttavia a fare regolarmente esercizi con la voce e con il corpo per essere pronta a tornare sulle scene. Dopo un breve soggiorno a Zurigo Hélène Weigel e Bertolt Brecht tornarono in Germania e si stabilirono nel settore sovietico di Berlino, dove ripresero subito il loro lavoro teatrale.
Con la fondazione del Berliner Ensemble, nel 1949, il valore del teatro di Brecht cominciò a essere riconosciuto in tutto il mondo. La prima opera rappresentata a Berlino fu Madre Coraggio e i suoi figli e rese la Weigel immediatamente famosa. La sua recitazione consisteva in una sottile combinazione di dialogo e stilizzazione dei gesti, dando alla sua interpretazione “l'effetto straniamento” promosso da Brecht. Il suo famoso "urlo muto" in Madre Coraggio e i suoi figli, era in realtà una mossa ripresa dalla fotografia di una madre che piange la morte del figlio dopo un attacco giapponese a Singapore. Anche il teatro cinese aveva ispirato la recitazione di Hélène Weigel, che si muoveva sul palco con movimenti lenti ed essenziali, particolarmente scarni anche se frutto di lungo studio. L'attrice riteneva infatti che troppi dettagli nei gesti potessero portare a un naturalismo eccessivo e rovinare così un personaggio.
Nel 1956, dopo la morte di Brecht, assunse la direzione artistica del Berliner Ensemble, carica che mantenne fino alla morte, avvenuta il 6 maggio 1971, circa un mese dopo una rovinosa caduta sul palcoscenico a Parigi, mentre interpretava La madre nei panni del personaggio di Pelagea Vlassova. Fu sepolta accanto a Brecht nel cimitero sulla via Chaussee a Berlino, vicino alla casa in cui si era trasferita nel 1953 e dove sono ancora custoditi gli archivi Brecht-Weigel. Tra i ruoli più noti che Brecht scrisse per la moglie troviamo quelli di: Pelagea Vlassova, ne La madre del 1932; Antigone nella versione che Brecht diede alla tragedia greca; e, soprattutto, Anne Fierling in Madre coraggio e i suoi figli.

## Filmografia
- Metropolis, regia di Fritz Lang (1927)
- Mann ist Mann, regia di Bertolt Brecht e Carl Koch (1931)
- Kuhle Wampe (Kuhle Wampe oder: Wem gehört die Welt?), regia di Slatan Dudow (1932)
- La settima croce (The Seventh Cross), regia di Fred Zinnemann (1944)
- Mutter Courage und ihre Kinder, regia di Peter Palitzsch e Manfred Wekwerth (1961)